# بونتمپی
بونتمپی (انگلیسی: Bontempi) شرکت تجهیزات موسیقی ایتالیایی است، که در سال ۱۹۳۷ تأسیس شد.